# Steven Donziger

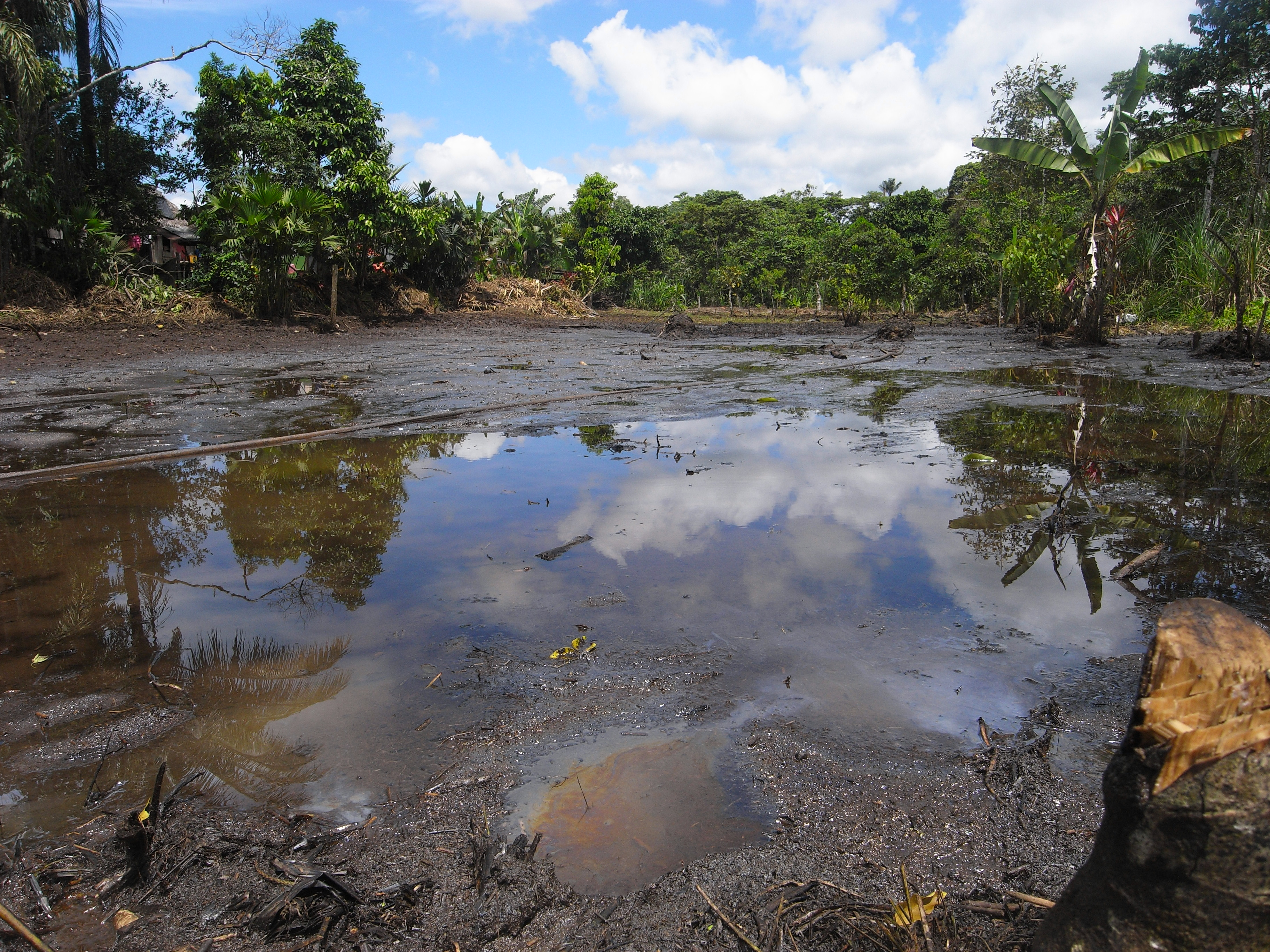
Oljeutsläpp i Lago Agrio, november 2007.

Steven Donziger, född 14 september 1961 i Jacksonville, Florida, är en amerikansk advokat känd för sin juridiska kamp mot Chevron, särskilt ett rättsfall om dumpning av giftigt avfall vid oljefältet Lago Agrio.

## Rättsprocess mot Chevron
Donziger representerade över 30 000 bönder och medlemmar av ursprungsbefolkningen i Ecuador i ett mål mot Chevron relaterat till miljöskador och hälsoeffekter orsakade av oljeborrning. Ecuadorianska domstolar dömde Chevron att betala 9,5 miljarder dollar i skadestånd, vilket ledde till att Chevron drog tillbaka sina tillgångar från Ecuador och inledde rättsliga åtgärder mot Donziger i USA. Detta ledde till att Donziger utestängdes från att utöva advokatyrket i New York i juli 2018. Donziger sattes i husarrest i augusti 2019 i väntan på rättegång och i oktober 2021 dömdes han till 6 månaders fängelse. Efter att ha avtjänat 45 dagar i fängelse och sammanlagt 993 dagar i husarrest, släpptes Donziger till slut fri den 25 april 2022.

### Reaktioner
Processen mot Chevron och Donzigers husarrest har fått mycket uppmärksamhet. År 2020 kallade 29 nobelpristagare Chevrons åtgärder mot Donziger för "trakasserier". I april 2021 krävde sex medlemmar av Congressional Progressive Caucus att USA:s justitiedepartement ska granska Donzigers fall.
Europaparlamentet, har efterfrågat att Chevrons behandling av Donziger utreds, eftersom det inte "överensstämmer med vad som traditionellt har varit det starka stödet i USA för rättsstaten i allmänhet och i synnerhet för skydd av människorättsförsvarare".
I juli 2020 sa Simon Taylor, chef för Global Witness att behandlingen av Donziger "är avsedd att skrämma resten av oss".
I maj 2021 intervjuades Donziger i Daily Show med Trevor Noah där han pratade med Roy Wood Jr.
I september 2021 slog FN:s högkommissarie för mänskliga rättigheter fast att Donzigers husarrest var olaglig och begärde att han skulle släppas.